# Szadek
Szadek es un municipio de Polonia, en el voivodato de Łódź y en el condado de Zduńska Wola. Se extiende por una área de 17,93 km², con 1 979 habitantes, según los censos de 2016, con una densidad de 110,4  hab/km².